# Michał Chalecki (dyplomata)
Michał Chalecki (zm. po 1521) — dyplomata, poseł litewski do Złotej Ordy w latach 1496–1501.

## Życiorys
Był synem Eustachego, posła do Mołdawii w 1460. Miał duży wpływ na politykę tatarską króla Aleksandra Jagiellończyka. Był posłem na dwór chański w latach 1496–1501. Pomimo jego starań o sojusz Złota Orda upadła w 1502 w wyniku walk z Chanatem Krymskim. Według tradycji przypisuje się mu osadzenie pod Rzeczycą wziętego do niewoli "carzyka tatarskiego".